# Fumagilina
Fumagilina é uma  biomolécula complexa e usada como um agente antimicrobiano. Foi isolado em 1949 a partir do microrganismo Aspergillus fumigatus.
A fumagilina foi originalmente patenteado pela Upjohn, uma empresa farmacêutica, em 1953. Na corrida para encontrar novos antibióticos para substituir penicilina para os seres humanos, muitos antibióticos foram desenvolvidos e testados. Dado que a fumagilina, não ter qualquer potencial óbvio para os seres humanos, ele foi esquecido pela Upjohn. Em 1957 a Abbott Laboratories, patenteado produto Fumidil B® para o tratamento da nosemose causado pelo Nosema apis das abelhas.

## Usos

### Em animais
Ele foi originalmente usado contra o parasita microsporídio Nosema apis que infeta as abelhas-europeias. Contudo em alguns países está proibido seu uso por ser um contaminante não aceitável do mel, por exemplo no Chile apesar de no Chile estar totalmente disseminada a Nosemose.
Alguns estudos descobriram que seja eficaz contra alguns myxozoan parasitas, incluindo Myxobolus cerebralis, um importante parasita dos peixes; contudo, nos testes mais rigorosos necessários para aprovação pela agência FDA (Food and Drug Administration) dos EUA, não foi efetivo.
Há relatos de que a fumagilina controla Nosema ceranae, que foi recentemente implicado como uma causa possível distúrbio do colapso das colônias. O último relatório, no entanto, tem mostrado que é ineficaz contra Nosema ceranae. Fumagilina é também investigada como um inibidor do desenvolvimento do parasita da malária .

### Em humanos
Fumagilina tem sido usada no tratamento de microsporidiose. Também como um amebicida.
Fumagilina pode bloquear a formação de vasos sanguíneos através da ligação a uma enzima metionina aminopeptidase 2 e, por essa razão, o composto, em conjunto com os derivados semi-sintéticos, são investigados como um inibidor de angiogênese no tratamento do câncer.
Ensaios clínicos preliminares estão sendo realizadas por Zafgen em usar o análogo químico da fumagilina o beloranib para perda de peso.
De acordo com Zbidah e colegas de trabalho da Alemanha fumagilina é tóxico para os eritrócitos in vitro.

## Síntese total
A fumagilina e o seu relacionado fumagilol (o produto hidrolisado) tem sido alvo na síntese total, com diversos relatos de estratégias bem sucedidas, racêmica, assimétrica e formal.